# 390 (tal)
390 (trehundranittio) är det naturliga talet som följer 389 och som följs av 391.

## Inom vetenskapen
- 390 Alma, en asteroid

## Inom matematiken
- 390 är ett jämnt tal
- 390 är summan av fyra primtal som kommer efter varandra: 89 + 97 + 101 + 103